# Montréal, Aude
Montréal je naselje in občina v južnem francoskem departmaju Aude regije Languedoc-Roussillon. Leta 1999 je naselje imelo 1.672 prebivalcev.

## Geografija
Kraj, nekdanja srednjeveška bastida, leži v pokrajini Languedoc 18 km zahodno od središča departmaja Carcassonna.

## Uprava
Montréal je sedež istoimenskega kantona, v katerega so poleg njegove vključene še občine Alairac, Arzens, Lavalette, Montclar, Preixan, Rouffiac-d'Aude, Roullens in Villeneuve-lès-Montréal s 5.939 prebivalci.
Kanton Montréal je sestavni del okrožja Carcassonne.